# Chinsali
Chinsali es una ciudad situada en la provincia de Muchinga, Zambia. Se encuentra a 15 km de la Gran Carretera del Norte y a 180 km al noroeste de Mpika. Tiene una población de 15.198 habitantes, según el censo de 2010.